# Megachile rubricata
Megachile rubricata är en biart som beskrevs av Smith 1853. Megachile rubricata ingår i släktet tapetserarbin, och familjen buksamlarbin. Inga underarter finns listade i Catalogue of Life.